# Podgorje pod Čerinom
Podgorje pod Čerinom je naselje v Občini Vojnik.

## Prebivalstvo
Etnična sestava 1991:
- Slovenci: 83 (92,2 %)
- Neznano: 7 (7,3 %)